# ريتشي فولكنير
ريتشي فولكنير (بالإنجليزية: Richie Faulkner)‏ هو عازف قيثارة بريطاني، ولد في 1980 في لندن في المملكة المتحدة.

## وصلات خارجية
- ريتشي فولكنير على موقع IMDb (الإنجليزية)
- ريتشي فولكنير على موقع ميوزك برينز (الإنجليزية)
- ريتشي فولكنير على موقع أول ميوزيك (الإنجليزية)
- ريتشي فولكنير على موقع ديسكوغز (الإنجليزية)